# Bloodhound Gang
Bloodhound Gang je američki rock sastav.

## Povijest sastava
Sastav su 1988. osnovali Jimmy Pop i Daddy Long Legs, te su ga nazvali Bang Chamber 8. Ubrzo mijenjaju ime u Bloodhound Gang, prema istoimenoj TV seriji. Nakon što su snimili nekoliko demosnimka, u studenom 1994. izdaju svoj prvi EP, nazvan Dingleberry Haze.
U ožujku 1995. potpisuju ugovor s izdavačkom kućom Columbia Records te objavljuju svoj prvi studijski album Use Your Fingers i kreću na turneju po SAD-u. Ubrzo, Daddy Long Legs i M.S.G. napuštaju sastav, a zamjenjuju ih Evil Jared Hasselhoff i Tard-E-Tard. Nakon završetka turneje raskidaju ugovor s Columbia Recordsom, a sastav napuštaju Skip O'Pot2Mus i Tard-E-Tard.
U ožujku iduće godine, s novom postavom objavljuju svoj drugi studijski album One Fierce Beer Coaster. Pjesma "Fire Water Burn" s tog albuma, u kojoj kritiziraju nehumanitarnost američkih vojnika u Iraku, korištena je u filmu Michaela Moorea Fahrenheit 9/11. 
Svoj treći studijski album Hooray for Boobies, objavljuju u 29. veljače 2000. Najpoznatija pjesma s tog albuma je hit singl "Bad Touch". Album je prodan u više od pet milijuna primjeraka. Idući album Hefty Fine, na kojem su se našli singlovi "Foxtrot Uniform Charlie Kilo", "No Hard Feelings" i ""Uhn Tiss Uhn Tiss Uhn Tiss" objavljuju pet godina kasnije, 13. rujna 2005.
Članovi sastava pojavljivali su se u emisijama MTV-a Jackass, Viva La Bam, i CKY4 te u The Howard Stern Showu.

## Postava sastav

### Sadašnji članovi
- Jimmy Pop – vokal, gitara
- Evil Jared Hasselhoff – bas-gitara, prateći vokal
- DJ Q-Ball – vokal, MC, prateći vokal
- The Yin – bubnjevi
- Lupus Thunder - gitara, prateći vokal

### Bivši članovi
- Daddy Long Legs – vokal, bas-gitara
- M.S.G. – DJ-ing
- Skip O'Pot2Mus – vokal, bubnjevi
- Tard-E-Tard – DJ-ing
- Spanky G – bubnjevi
- Willie the New Guy – bubnjevi
- Foof – vokal
- Bubba K. Love – vokal

## Diskografija
Studijski albumi
- Use Your Fingers (1995.)
- One Fierce Beer Coaster (1996.)
- Hooray for Boobies (2000.)
- Hefty Fine (2005.)
- Hard-Off (2015.)

## Vanjske poveznice
- Službena stranica